# Zdeněk Pleško
Zdeněk Pleško (* 17. září 1944, Kutná Hora) je bývalý český fotbalista, defenzivní záložník a obránce. Jeho synem je ligový fotbalista Lukáš Pleško. Po skončení aktivní kariéry působil jako trenér v ČSAD Plzeň.

## Fotbalová kariéra
Začínal ve Slavoji Ústí nad Labem, potom hrál ve druholigové Armaturce Ústí nad Labem. Na vojně hrál za Duklu Slaný mimo jiné s Václavem Migasem a Františkem Plassem. Po vojně se vrátil do Ústí a v prosince 1965 přestoupil do Škody Plzeň. V československé lize hrál za Škodu Plzeň. V sezóně 1971-72 nastoupil v Poháru vítězů pohárů proti FC Bayern Mnichov. V polovině sedmdesátých let přestoupil do ČSAD Plzeň.

## Ligová bilance
| Ročník                                   | Zápasy | Góly | Klub        |
| ---------------------------------------- | ------ | ---- | ----------- |
| 1. československá fotbalová liga 1970/71 | 15     | 0    | Škoda Plzeň |
| 1. československá fotbalová liga 1972/73 | 8      | 0    | Škoda Plzeň |
| CELKEM                                   | 23     | 0    |             |